# Royalty
Royalty (engelska: 'kunglig rättighet') är sorts ersättning till en upphovsman, varumärkesägare eller patenträttsinnehavare. Den utbetalas för den licenserade rätten att nyttja ett verk, till exempel trycka och sälja en bok, spela ett musikstycke på radio eller använda ett patent. Ersättningen regleras i kontrakt mellan ägaren och den som licensierar verket. Den är vanligen beräknad efter storleken av försäljning, tillverkning, offentlig uppspelning eller dylikt.
Inom många branscher finns särskilda förvaltningsorganisationer för upphovsrätt som registrerar verk, tar betalt för utnyttjande och delar ut ersättning till sina medlemmar, till exempel amerikanska ASCAP, tyska GEMA och svenska Stim.
I Sverige beskattas royalties i de flesta fall som inkomst av näringsverksamhet.

## Etymologi
Royalty lånades in från engelskan i början av 1900-talet. Det är i sin tur inlånat från fornfranska roialté, ’kunglighet’. Ursprungligen åsyftade det monarkins rätt att utvinna naturresurser. Ordet kom att syfta på den ersättning som utdelades för rätten att nyttja mark för att bryta mineraler och till slut för ersättning för rätten att utnyttja, reproducera och distribuera bland annat litteratur, musik och uppfinningar. Som självständigt substantiv skrivs det på engelska vanligen i pluralis: royalties.

## Källhänvisningar
1. 1 2   royalty i Nationalencyklopedins nätupplaga. Läst 14 mars 2015.
2. ↑  Skatteverket skatteverket.se. ”Royalty”. www.skatteverket.se. https://www.skatteverket.se/privat/skatter/arbeteochinkomst/inkomster/royalty.4.7459477810df5bccdd480005235.html. Läst 24 mars 2024.